# Фототермографія
Фототермографія (англ. photothermography, рос. фототермография) — процес, в якому використовується світло та тепло (одночасно чи послідовно) для запису зображень. 